# 박향미
박향미(1983년 12월 31일 ~ )는 2003년 미스코리아 부산 선(善) 출신의 모델이다. 2012년 12월 1일 야구 선수 최형우와 결혼했다. 2017년 이혼

## 프로필
- 출생 : 1983년 12월 31일
- 신체 : 168cm, 50kg, 87-58-90
- 학력 : 부산외국어대학교 국제통상학과
- 수상 : 2003년 미스코리아 부산 선(善)
- 취미 : 독서, 팝송듣기, 십자수
- 특기 : 퓨전 요리 만들기

## 같이 보기
- 2003년 미스코리아
- 미스코리아 부산